# Omotesando Hills

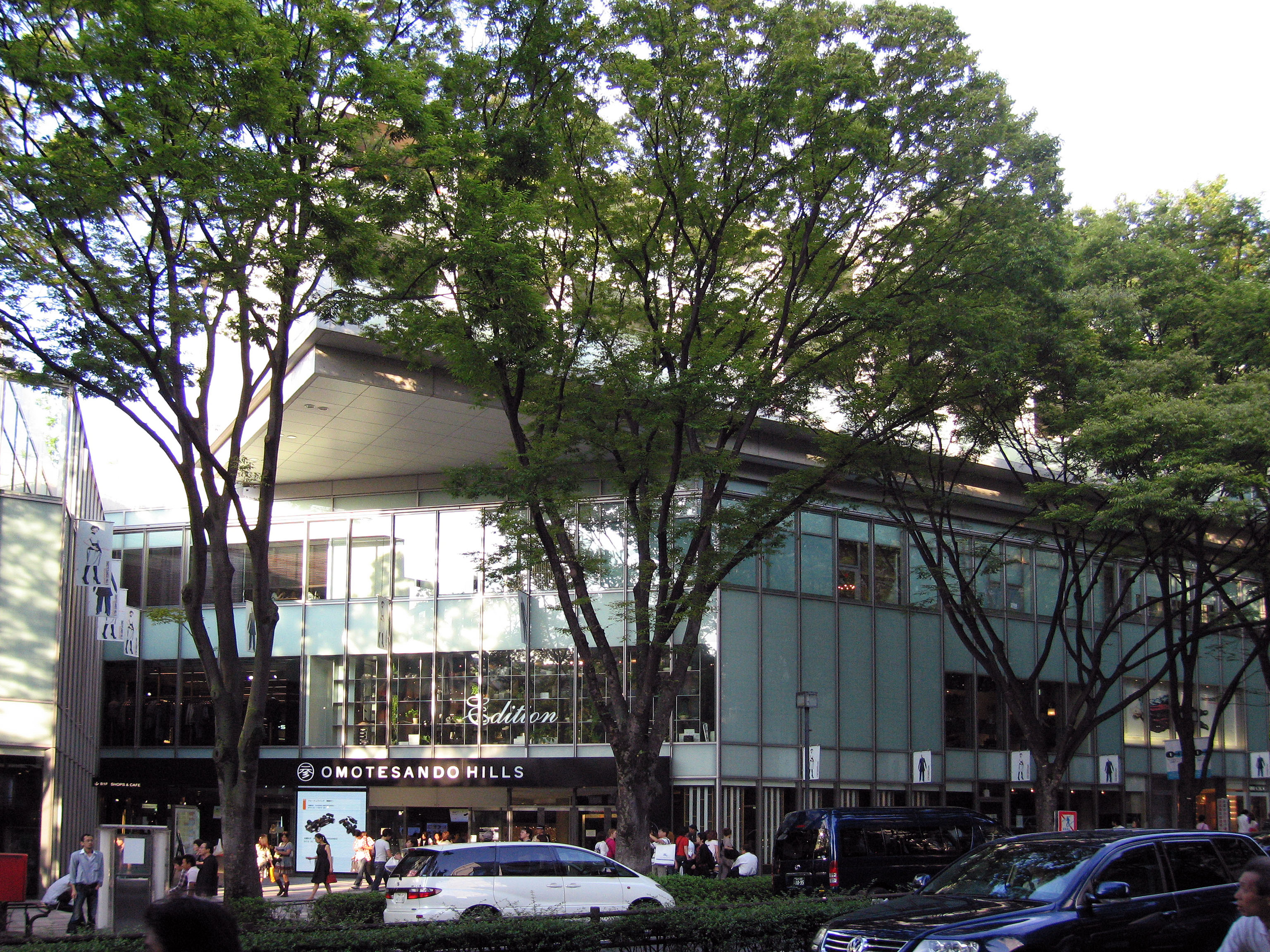
Omotesando Hills

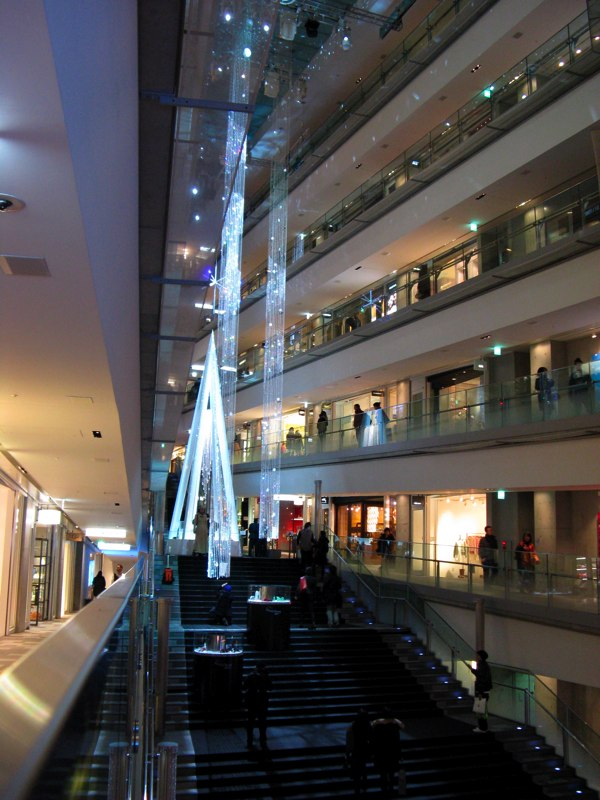
Interieur van het winkelcentrum rond Kerst

Omotesando Hills (Japans: 表参道ヒルズ, Omotesandō hiruzu) is een winkelcentrum annex appartementengebouw in Shibuya, Tokio, Japan. Het door Mori Building ontwikkelde en door Tadao Ando ontworpen gebouw opende in februari 2006 zijn deuren aan de prestigieuze woon- en winkelstraat Omotesando. Het herbergt ongeveer 100 winkels en restaurants, 38 appartementen en een parkeergarage met een capaciteit van 216 auto's. Omotesando Hills' 250 meter brede façade beslaat ongeveer een kwart van de totale lengte van Omotesando.

## Gebouw
Het ruim 34.000m² grote Omotesando Hills is voor ongeveer de helft ondergronds aangelegd. Hierdoor is de hoogte bovengronds beperkt tot maximaal 23,3m, zodat het gebouw niet hoger is dan de Zelkova's voor het gebouw langs de straat. Er zijn ruwweg drie bouwdelen te onderscheiden: de Dojunvleugel, de westvleugel en het hoofdgebouw. De Dojunvleugel bestaat uit  de gedeeltelijke reconstructie van het gesloopte Donjukai Aoyama Appartementengebouw. De westvleugel is een ondiep bouwdeel, dat direct vóór de Jingumae basisschool is gebouwd. Het sluit in hoogte aan bij dit gebouw. Het hoofdgebouw is het grootste en hoogste bouwdeel en beslaat 12 verdiepingen, waarvan zes ondergronds en evenzovele bovengronds. Op de zes middelste verdiepingen bevinden zich de commerciële ruimten, die grotendeels langs hellingsbanen liggen welke rond een groot atrium omhoog spiraliseren als ware het een lange straat . Er zijn dan ook geen trappen of liften nodig om van verdieping naar verdieping te geraken. Alleen de onderste winkelverdieping is niet met de hellingbaan bereikbaar.

## Controverse

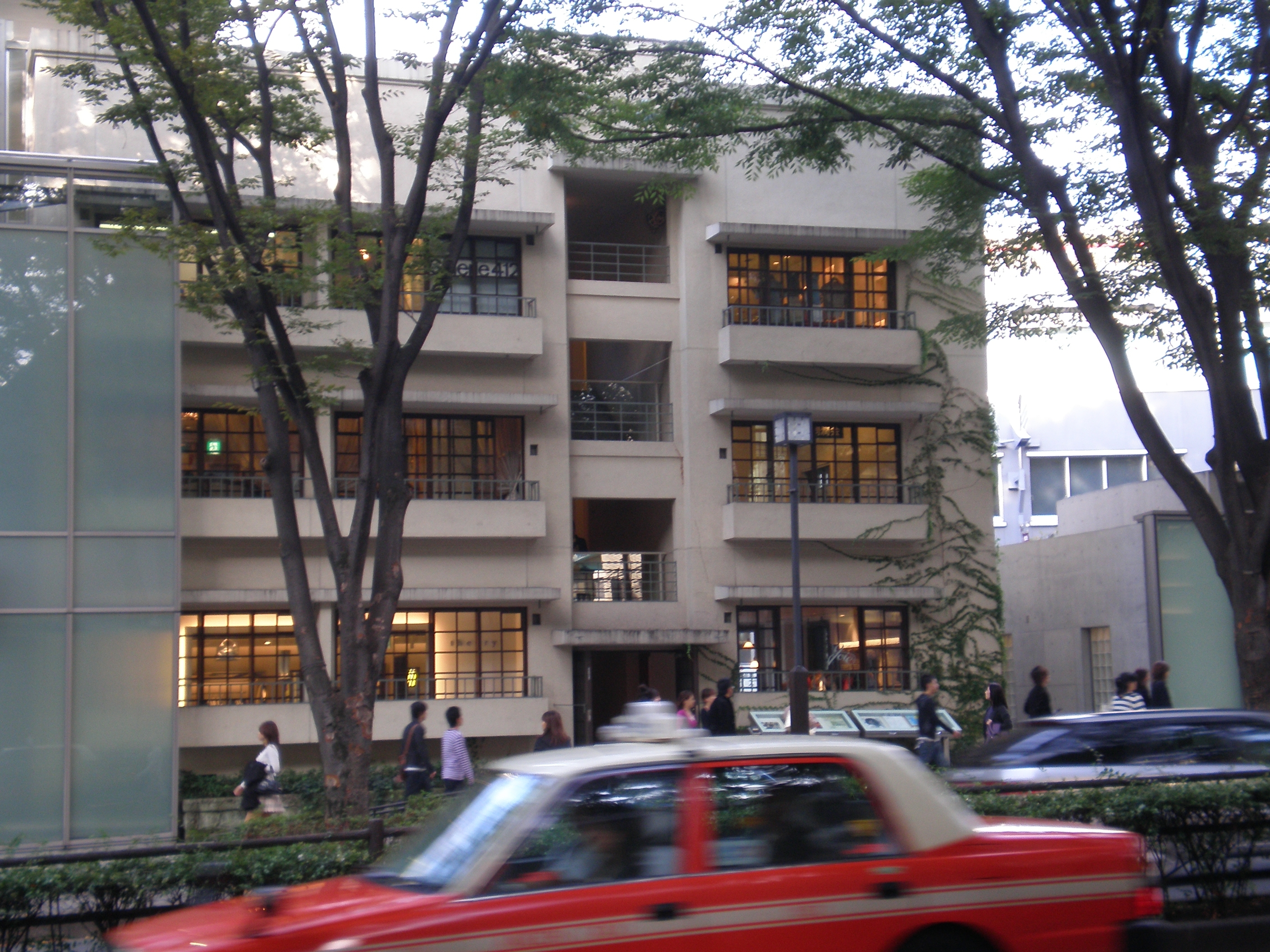
Reconstructie van de Donjukai Aoyama Appartementen